# Allègre
Allègre település Franciaországban, Haute-Loire megyében. Lakosainak száma 892 fő (2022. január 1.). Allègre Céaux-d’Allègre, La Chapelle-Bertin, Fix-Saint-Geneys, Monlet, Varennes-Saint-Honorat és Vernassal községekkel határos.

## Népesség
A település népességének változása:
| Lakosok száma | 1512 | 1313 | 1176 | 1008 | 959  | 952  | 907  | 874  | 873  | 892  |
|               | 1968 | 1982 | 1990 | 2006 | 2013 | 2015 | 2017 | 2019 | 2020 | 2022 |